# Ingot

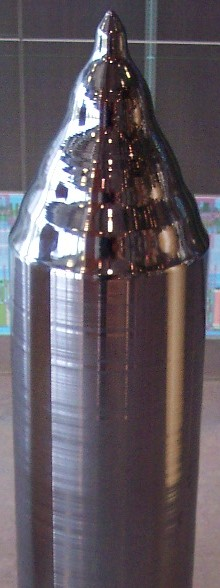
Säule aus monokristallinem Silicium

Als Ingot (englisch für ‚Barren‘) wird ein Block aus einem Halbleitermaterial wie Silicium bezeichnet. Ingots können monokristallin oder polykristallin aufgebaut sein. Bei Polykristallen wird noch in ungeordnete und in gerichtete Kristallisation unterteilt.

## Monokristalline Ingots

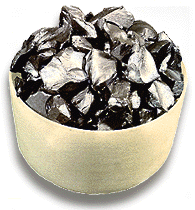
Silicium-Rohmaterial kann zu Ingots geschmolzen werden

Monokristalline Ingots können durch unterschiedliche Kristallzuchtverfahren hergestellt werden. In der Regel erfolgt die Züchtung aus der Schmelze, wobei üblicherweise das Czochralski-Verfahren bei Silicium und auch anderen Halbleitermaterialien eingesetzt wird. Beim Czochralski-Verfahren (kurz: CZ-Verfahren) erfolgt die Herstellung des Ingots, indem ein als Kristallisationskeim dienender Impfkristall in eine Schmelze des Halbleitermaterials getaucht wird. Durch langsames kontrolliertes Heben unter Rotation (sogenanntes Ziehen) erhält man die charakteristisch geformten runden Säulen (Ingots), die im Fall von Silicium heute üblicherweise einen Durchmesser von ca. 200 oder 300 mm und 2 m Höhe aufweisen (Bild rechts). Ingots aus anderen Halbleitermaterialien sind in der Regel auch heute noch deutlich kleiner. Der Grund hierfür ist vor allem der weit geringere Bedarf an anderen Halbleitermaterialien, der solch große Kristalle nicht notwendig macht, und ggf. technische Probleme bei der Herstellung.

## Polykristalline Ingots
Polykristalline Ingots (auch als multikristalline Ingots bezeichnet) entstehen als eckige Blöcke, wenn das Silicium-Rohmaterial (Bild links) eingeschmolzen und in die typische Quaderform gegossen wird. Sie werden hauptsächlich in der Photovoltaik zur Herstellung von Solarzellen und in der Mikromechanik verwendet.

## Ziele
Durch die Vielzahl von Halbleitermaterialien, Kristallzuchtverfahren und natürlich Anwendungen gibt es auch bei den Herstellungszielen von Ingots größere Unterschiede. Allgemein lassen sich aber folgende Ziele nennen:
- Reinigung des Ausgangsmaterials durch Abtrennung der Verunreinigungen während der Kristallisation
- Einstellen der elektrischen Grundleitfähigkeit des Halbleitermaterials durch Dotierung (engl.: doping), beispielsweise im Fall von Silicium durch den Einbau von Bor- und/oder Phosphor-Atomen zur Herstellung von (schwach) p- bzw. n-dotierten Substraten. Der Einbau kann bei manchen Herstellungsverfahren nicht vollständig verhindert werden und wird daher meist auf ein definiertes Maß eingestellt, das aber in der Regel auch innerhalb der Längsachse des Ingots einen leichten Gradienten aufweisen kann.
- Rechteckiges Schneiden oder Fräsen der Rohblöcke für möglichst hohe Ausbeute an geeigneten Ingots für die Weiterverarbeitung (in geschnittenem Zustand auch als Brick (Ziegelstein) bezeichnet)
- Materialverschiebungen und Gitterfehler minimieren
- Vermeidung von thermisch verursachter mechanischer Spannung (Spannungsbildung beim Abkühlen vermeiden)
- Oberflächenbehandlung (Schleifen)

Säulen und Blöcke werden anschließend in Sägemaschinen eingespannt und über mehrere Stunden mithilfe einer Aufschlämmung (Slurry) aus sehr feinen Siliciumcarbid-Kristallen, die als Schleifmittel dienen, in Scheiben (Wafer) gesägt.